# Saint-Philbert-en-Mauges

Saint-Philbert-en-Mauges este o comună în departamentul Maine-et-Loire, Franța. În 2009 avea o populație de 375 de locuitori.